# Riksväg 28
Der Riksväg 28 ist eine schwedische Fernverkehrsstraße in Blekinge län, Kalmar län und Kronobergs län.

## Verlauf
Die Straße beginnt in Karlskrona, ist dort ein kurzes Stück autobahnartig ausgebaut, kreuzt nördlich der Stadt den Europaväg 22 und verläuft weiter nach Norden über Rödeby und Holmsjö nach  Emmaboda, kreuzt in Eriksmåla den Riksväg 25, führt durch Kosta und endet schließlich am Riksväg 31 südöstlich von Lenhovda.
Die Länge der Straße beträgt rund 95 km.

## Geschichte
Die Straße trägt die geltende Nummer seit 1985.